# UEFA Champions League gruppespil 2009-10
UEFA Champions League 2009-10 gruppespil er gruppespillet i 2009-10-udgaven af UEFA Champions League.
Lodtrækningen til gruppespillet fandt sted den 27. august 2009. Kampene blev spillet fra den 15. september til 9. december 2009.
AZ, Wolfsburg, Standard Liège, Zürich, APOEL, Rubin Kazan, Unirea Urziceni og Debrecen fik deres debut i gruppespillet.

## Seedning
| Pot 1             | Pot 1   |
| Team              | Koeff.  |
| ----------------- | ------- |
| BarcelonaFM       | 121.853 |
| Chelsea           | 118.899 |
| Liverpool         | 118.899 |
| Manchester United | 111.899 |
| Milan             | 110.582 |
| Arsenaln          | 106.899 |
| Sevilla           | 100.853 |
| Bayern München    | 98.339  |

| Pot 2          | Pot 2  |
| Team           | Koeff. |
| -------------- | ------ |
| Lyonn          | 91.033 |
| Internazionale | 87.582 |
| Real Madrid    | 78.853 |
| CSKA Moskva    | 71.525 |
| Porto          | 68.292 |
| AZ             | 64.826 |
| Juventus       | 63.582 |
| Rangers        | 56.575 |

| Pot 3            | Pot 3  |
| Team             | Koeff. |
| ---------------- | ------ |
| Olympiakosm      | 52.633 |
| Marseille        | 48.033 |
| Dynamo Kyiv      | 46.370 |
| Stuttgartn       | 45.339 |
| Fiorentinan      | 42.582 |
| Atlético Madridn | 41.853 |
| Bordeaux         | 40.033 |
| Beşiktaş         | 32.445 |

| Pot 4           | Pot 4  |
| Team            | Koeff. |
| --------------- | ------ |
| Wolfsburg       | 21.339 |
| Standard Liège  | 21.065 |
| Maccabi Haifam  | 17.050 |
| Zürichm         | 14.050 |
| Rubin Kazan     | 9.525  |
| Unirea Urziceni | 8.781  |
| APOELm          | 4.016  |
| Debrecenm       | 1.633  |

FM Forsvarende mester
m Kvalificeret gennem mesterskabsvejen
n Kvalificeret gennem ikke-mesterskabsvejen
|  | UEFA Champions League slutspil 2009-10 |
|  | UEFA Europa League slutspil 2009-10    |

## Gruppe A
| Pos | Hold           | K | V | U | T | Mf | Mi | +/- | P  |
| --- | -------------- | - | - | - | - | -- | -- | --- | -- |
| 1   | Bordeaux       | 6 | 5 | 1 | 0 | 9  | 2  | +7  | 16 |
| 2   | Bayern München | 6 | 3 | 1 | 2 | 9  | 5  | +4  | 10 |
| 3   | Juventus       | 6 | 2 | 2 | 2 | 4  | 7  | -3  | 8  |
| 4   | Maccabi Haifa  | 6 | 0 | 0 | 6 | 0  | 8  | -8  | 0  |

|                | BAY | BOR | JUV | MAC |
| -------------- | --- | --- | --- | --- |
| Bayern München | –   | 0-2 | 0–0 | 1–0 |
| Bordeaux       | 2–1 | –   | 2–0 | 1–0 |
| Juventus       | 1–4 | 1–1 | –   | 1–0 |
| Maccabi Haifa  | 0-3 | 0-1 | 0-1 | –   |

| 15. september 2009 20:45 |

| Maccabi Haifa | 0–3     | Bayern München                     |
| ------------- | ------- | ---------------------------------- |
|               | Rapport | Van Buyten 64' · Müller 85', 88' · |

| Ramat Gan Stadium, Ramat Gan2 Tilskuere: 38.789 Dommer: Damir Skomina (Slovenien) |

| 30. september 2009 20:45 |

| Bayern München | 0–0     | Juventus |
| -------------- | ------- | -------- |
|                | Rapport |          |

| Allianz Arena, München Tilskuere: 66.000 Dommer: Howard Webb (England) |

| 30. september 2009 20:45 |

| Bordeaux  | 1–0     | Maccabi Haifa |
| --------- | ------- | ------------- |
| Ciani 83' | Rapport |               |

| Stade Chaban Delmas, Bordeaux Tilskuere: 28.748 Dommer: Eric Braamhaar (Holland) |

| 21. oktober 2009 20:45 |

| Bordeaux               | 2–1     | Bayern München   |
| ---------------------- | ------- | ---------------- |
| Ciani 27' · Planus 40' | Rapport | Ciani 6' (sm.) · |

| Stade Chaban Delmas, Bordeaux Tilskuere: 31.321 Dommer: Terje Hauge (Norge) |

| 21. oktober 2009 20:45 |

| Juventus      | 1–0     | Maccabi Haifa |
| ------------- | ------- | ------------- |
| Chiellini 47' | Rapport |               |

| Stadio Olimpico, Turin1 Tilskuere: 21.303 Dommer: Olegário Benquerença (Portugal) |

| 3. november 2009 20:45 |

| Bayern München | 0–2     | Bordeaux                     |
| -------------- | ------- | ---------------------------- |
|                | Rapport | Gourcuff 37' · Chamakh 90' · |

| Allianz Arena, München Tilskuere: 66.000 Dommer: Pedro Proença (Portugal) |

| 3. november 2009 20:45 |

| Maccabi Haifa | 0–1     | Juventus           |
| ------------- | ------- | ------------------ |
|               | Rapport | Camoranesi 45+2' · |

| Ramat Gan Stadium, Ramat Gan2 Tilskuere: 39.120 Dommer: Terje Hauge (Norge) |

| 25. november 2009 20:45 |

| Bordeaux                     | 2–0     | Juventus |
| ---------------------------- | ------- | -------- |
| Fernando 54' · Chamakh 90+4' | Rapport |          |

| Stade Chaban Delmas, Bordeaux Tilskuere: 32.195 Dommer: Eduardo Iturralde González (Spanien) |

| 25. november 2009 20:45 |

| Bayern München | 1–0     | Maccabi Haifa |
| -------------- | ------- | ------------- |
| Olić 62'       | Rapport |               |

| Allianz Arena, München Tilskuere: 58.000 Dommer: Craig Thomson (Skotland) |

| 8. december 2009 20:45 |

| Juventus      | 1–4     | Bayern München                                              |
| ------------- | ------- | ----------------------------------------------------------- |
| Trezeguet 19' | Rapport | Butt 30' (str.) · Olić 52' · Gómez 83' · Tymoshchuk 90+2' · |

| Stadio Olimpico, Turin1 Tilskuere: 27.801 Dommer: Massimo Busacca (Schweiz) |

| 8. december 2009 20:45 |

| Maccabi Haifa | 0–1     | Bordeaux     |
| ------------- | ------- | ------------ |
|               | Rapport | Jussiê 13' · |

| Ramat Gan Stadium, Ramat Gan2 Tilskuere: 25.800 Dommer: Jonas Eriksson (Sverige) |

Noter
- Note 1: Juventus spillede deres hjemmekampe på Stadio Olimpico di Torino i stedet for på deres normale stadion, Stadio delle Alpi, fordi stadionet var i gang med at blive revvet ned for at gøre plads til Juventus Arena.
- Note 2: Maccabi Haifa spillede deres hjemmekampe på Ramat Gan Stadium i Ramat Gan i stedet for på deres normale stadion, Kiryat Eliezer Stadium, fordi stadionet ikke opfyldte UEFA’s kriterier.

## Gruppe B
| Pos | Hold              | K | V | U | T | Mf | Mi | +/- | P  |
| --- | ----------------- | - | - | - | - | -- | -- | --- | -- |
| 1   | Manchester United | 6 | 4 | 1 | 1 | 10 | 6  | +4  | 13 |
| 2   | CSKA Moskva       | 6 | 3 | 1 | 2 | 10 | 10 | 0   | 10 |
| 3   | Wolfsburg         | 6 | 2 | 1 | 3 | 9  | 8  | +1  | 7  |
| 4   | Beşiktaş          | 6 | 1 | 1 | 4 | 3  | 8  | -5  | 4  |

|                   | BES | MAN | MOS | WOL |
| ----------------- | --- | --- | --- | --- |
| Beşiktaş          | –   | 0-1 | 1–2 | 0–3 |
| Manchester United | 0–1 | –   | 3–3 | 2–1 |
| CSKA Moskva       | 2–1 | 0–1 | –   | 2–1 |
| VfL Wolfsburg     | 0-0 | 1-3 | 3-1 | –   |

| 15. september 2009 20:45 |

| Wolfsburg                    | 3–1     | CSKA Moskva   |
| ---------------------------- | ------- | ------------- |
| Grafite 36', 41' (str.), 87' | Rapport | Dzagoev 76' · |

| Volkswagen Arena, Wolfsburg Tilskuere: 25.017 Dommer: Stéphane Lannoy (Frankrig) |

| 15. september 2009 20:45 |

| Beşiktaş | 0–1     | Manchester United |
| -------- | ------- | ----------------- |
|          | Rapport | Scholes 77' ·     |

| BJK İnönü Stadium, Istanbul Tilskuere: 26.448 Dommer: Nicola Rizzoli (Italien) |

| 30. september 2009 18:30 |

| CSKA Moskva             | 2–1     | Beşiktaş    |
| ----------------------- | ------- | ----------- |
| Dzagoev 7' · Krasić 61' | Rapport | Dağ 90+2' · |

| Luzjniki Stadion, Moskva Tilskuere: 19.750 Dommer: Manuel Mejuto González (Spanien) |

| 30. september 2009 20:45 |

| Manchester United       | 2–1     | Wolfsburg   |
| ----------------------- | ------- | ----------- |
| Giggs 59' · Carrick 78' | Rapport | Džeko 56' · |

| Old Trafford, Manchester Tilskuere: 74.037 Dommer: Viktor Kassai (Ungarn) |

| 21. oktober 2009 18:30 |

| CSKA Moskva | 0–1     | Manchester United |
| ----------- | ------- | ----------------- |
|             | Rapport | Valencia 86' ·    |

| Luzjniki Stadion, Moskva Tilskuere: 51.250 Dommer: Claus Bo Larsen (Danmark) |

| 21. oktober 2009 20:45 |

| Wolfsburg | 0–0     | Beşiktaş |
| --------- | ------- | -------- |
|           | Rapport |          |

| Volkswagen Arena, Wolfsburg Tilskuere: 25.778 Dommer: Roberto Rosetti (Italien) |

| 3. november 2009 20:45 |

| Manchester United                       | 3–3     | CSKA Moskva                                    |
| --------------------------------------- | ------- | ---------------------------------------------- |
| Owen 29' · Scholes 84' · Valencia 90+2' | Rapport | Dzagoev 25' · Krasić 31' · V. Berezutski 47' · |

| Old Trafford, Manchester Tilskuere: 73.718 Dommer: Olegário Benquerença (Portugal) |

| 3. november 2009 20:45 |

| Beşiktaş | 0–3     | Wolfsburg                                 |
| -------- | ------- | ----------------------------------------- |
|          | Rapport | Misimović 14' · Gentner 80' · Džeko 87' · |

| BJK İnönü Stadium, Istanbul Tilskuere: 18.116 Dommer: Alberto Undiano Mallenco (Spanien) |

| 25. november 2009 18:30 |

| CSKA Moskva            | 2–1     | Wolfsburg   |
| ---------------------- | ------- | ----------- |
| Necid 58' · Krasić 66' | Rapport | Džeko 19' · |

| Luzjniki Stadion, Moskva Tilskuere: 13.478 Dommer: Nicola Rizzoli (Italien) |

| 25. november 2009 20:45 |

| Manchester United | 0–1     | Beşiktaş    |
| ----------------- | ------- | ----------- |
|                   | Rapport | Tello 20' · |

| Old Trafford, Manchester Tilskuere: 74.242 Dommer: Stéphane Lannoy (Frankrig) |

| 8. december 2009 20:45 |

| Wolfsburg | 1–3     | Manchester United      |
| --------- | ------- | ---------------------- |
| Džeko 56' | Rapport | Owen 44', 83', 90+1' · |

| Volkswagen Arena, Wolfsburg Tilskuere: 26.490 Dommer: Björn Kuipers (Holland) |

| 8. december 2009 20:45 |

| Beşiktaş | 1–2     | CSKA Moskva                  |
| -------- | ------- | ---------------------------- |
| Bobô 86' | Rapport | Krasić 41' · Aldonin 90+5' · |

| BJK İnönü Stadium, Istanbul Tilskuere: 16.129 Dommer: Martin Hansson (Sverige) |

## Gruppe C
| Pos | Hold      | K | V | U | T | Mf | Mi | +/- | P  |
| --- | --------- | - | - | - | - | -- | -- | --- | -- |
| 1   | R.Madrid  | 6 | 4 | 1 | 1 | 15 | 7  | +8  | 13 |
| 2   | AC Milan  | 6 | 2 | 3 | 1 | 8  | 7  | +1  | 9  |
| 3   | Marseille | 6 | 2 | 1 | 3 | 10 | 10 | 0   | 7  |
| 4   | Zürich    | 6 | 1 | 1 | 4 | 5  | 14 | -9  | 4  |

|             | ACM | MAR | RMA | ZÜR |
| ----------- | --- | --- | --- | --- |
| AC Milan    | –   | 1-1 | 1–1 | 0–1 |
| Marseille   | 1–2 | –   | 1–3 | 6–1 |
| Real Madrid | 2–3 | 3–1 | –   | 1–0 |
| Zürich      | 1-1 | 2-5 | 0-1 | –   |

| 15. september 2009 20:45 |

| Zürich                              | 2–5     | Real Madrid                                                |
| ----------------------------------- | ------- | ---------------------------------------------------------- |
| Margairaz 64' (str.) · Aegerter 65' | Rapport | Ronaldo 27', 89' · Raúl 34' · Higuaín 45+1' · Guti 90+4' · |

| Letzigrund, Zürich Tilskuere: 24.424 Dommer: Martin Atkinson (England) |

| 15. september 2009 20:45 |

| Marseille  | 1–2     | Milan              |
| ---------- | ------- | ------------------ |
| Heinze 49' | Rapport | Inzaghi 28', 74' · |

| Stade Vélodrome, Marseille Tilskuere: 55.434 Dommer: Claus Bo Larsen (Danmark) |

| 30. september 2009 20:45 |

| Milan | 0–1     | Zürich        |
| ----- | ------- | ------------- |
|       | Rapport | Tihinen 10' · |

| San Siro, Milano Tilskuere: 32.439 Dommer: Florian Meyer (Tyskland) |

| 30. september 2009 20:45 |

| Real Madrid                        | 3–0     | Marseille |
| ---------------------------------- | ------- | --------- |
| Ronaldo 58', 64' · Kaká 61' (str.) | Rapport |           |

| Santiago Bernabéu, Madrid Tilskuere: 67.244 Dommer: Martin Hansson (Sverige) |

| 21. oktober 2009 20:45 |

| Real Madrid            | 2–3     | Milan                       |
| ---------------------- | ------- | --------------------------- |
| Raúl 19' · Drenthe 76' | Rapport | Pirlo 62' · Pato 66', 88' · |

| Santiago Bernabéu, Madrid Tilskuere: 71.569 Dommer: Frank De Bleeckere (Belgien) |

| 21. oktober 2009 20:45 |

| Zürich | 0–1     | Marseille    |
| ------ | ------- | ------------ |
|        | Rapport | Heinze 69' · |

| Letzigrund, Zürich Tilskuere: 22.300 Dommer: Damir Skomina (Slovenien) |

| 3. november 2009 20:45 |

| Milan                 | 1–1     | Real Madrid   |
| --------------------- | ------- | ------------- |
| Ronaldinho 35' (str.) | Rapport | Benzema 29' · |

| San Siro, Milano Tilskuere: 75.092 Dommer: Felix Brych (Tyskland) |

| 3. november 2009 20:45 |

| Marseille                                                                           | 6–1     | Zürich         |
| ----------------------------------------------------------------------------------- | ------- | -------------- |
| Aegerter 3' (sm.) · Abriel 11' · Niang 51' · Hilton 80' · Cheyrou 87' · Brandão 90' | Rapport | Alphonse 31' · |

| Stade Vélodrome, Marseille Tilskuere: 56.282 Dommer: Craig Thomson (Skotland) |

| 25. november 2009 20:45 |

| Real Madrid | 1–0     | Zürich |
| ----------- | ------- | ------ |
| Higuaín 21' | Rapport |        |

| Santiago Bernabéu, Madrid Tilskuere: 67.867 Dommer: Alain Hamer (Luxembourg) |

| 25. november 2009 20:45 |

| Milan         | 1–1     | Marseille   |
| ------------- | ------- | ----------- |
| Borriello 10' | Rapport | Lucho 16' · |

| San Siro, Milano Tilskuere: 49.063 Dommer: Howard Webb (England) |

| 8. december 2009 20:45 |

| Zürich    | 1–1     | Milan                   |
| --------- | ------- | ----------------------- |
| Gajić 29' | Rapport | Ronaldinho 64' (str.) · |

| Letzigrund, Zürich Tilskuere: 24.100 Dommer: Pedro Proença (Portugal) |

| 8. december 2009 20:45 |

| Marseille | 1–3     | Real Madrid                    |
| --------- | ------- | ------------------------------ |
| Lucho 11' | Rapport | Ronaldo 5', 80' · Albiol 60' · |

| Stade Vélodrome, Marseille Tilskuere: 55.722 Dommer: Wolfgang Stark (Tyskland) |

## Gruppe D
| Pos | Hold        | K | V | U | T | Mf | Mi | +/- | P  |
| --- | ----------- | - | - | - | - | -- | -- | --- | -- |
| 1   | Chelsea     | 6 | 4 | 2 | 0 | 11 | 4  | +7  | 14 |
| 2   | Porto       | 6 | 4 | 0 | 2 | 8  | 3  | +5  | 12 |
| 3   | Atl. Madrid | 6 | 0 | 3 | 3 | 3  | 12 | -9  | 3  |
| 4   | APOEL       | 6 | 0 | 3 | 3 | 4  | 7  | -3  | 3  |

|                 | APO | ATL | CHE | POR |
| --------------- | --- | --- | --- | --- |
| APOEL           | –   | 1-1 | 0–1 | 0–1 |
| Atlético Madrid | 0–0 | –   | 2–2 | 0–3 |
| Chelsea         | 2–2 | 4–0 | –   | 1–0 |
| Porto           | 2-1 | 2-0 | 0-1 | –   |

| 15. september 2009 20:45 |

| Chelsea    | 1–0     | Porto |
| ---------- | ------- | ----- |
| Anelka 48' | Rapport |       |

| Stamford Bridge, London Tilskuere: 39.436 Dommer: Konrad Plautz (Østrig) |

| 15. september 2009 20:45 |

| Atlético Madrid | 0–0     | APOEL |
| --------------- | ------- | ----- |
|                 | Rapport |       |

| Vicente Calderón, Madrid Tilskuere: 30.628 Dommer: Craig Thomson (Skotland) |

| 30. september 2009 20:45 |

| APOEL | 0–1     | Chelsea      |
| ----- | ------- | ------------ |
|       | Rapport | Anelka 18' · |

| GSP Stadium, Nicosia Tilskuere: 21.657 Dommer: Bertrand Layec (Frankrig) |

| 30. september 2009 20:45 |

| Porto                    | 2–0     | Atlético Madrid |
| ------------------------ | ------- | --------------- |
| Falcao 75' · Rolando 82' | Rapport |                 |

| Estádio do Dragão, Porto Tilskuere: 37.609 Dommer: Nicola Rizzoli (Italien) |

| 21. oktober 2009 20:45 |

| Porto                | 2–1     | APOEL                  |
| -------------------- | ------- | ---------------------- |
| Hulk 33', 48' (str.) | Rapport | Á. Pereira 22' (sm.) · |

| Estádio do Dragão, Porto Tilskuere: 31.212 Dommer: Felix Brych (Tyskland) |

| 21. oktober 2009 20:45 |

| Chelsea                                          | 4–0     | Atlético Madrid |
| ------------------------------------------------ | ------- | --------------- |
| Kalou 41', 52' · Lampard 69' · Perea 90+1' (sm.) | Rapport |                 |

| Stamford Bridge, London Tilskuere: 39.997 Dommer: Florian Meyer (Tyskland) |

| 3. november 2009 20:45 |

| APOEL | 0–1     | Porto        |
| ----- | ------- | ------------ |
|       | Rapport | Falcao 84' · |

| GSP Stadium, Nicosia Tilskuere: 20.825 Dommer: Damir Skomina (Slovenien) |

| 3. november 2009 20:45 |

| Atlético Madrid   | 2–2     | Chelsea           |
| ----------------- | ------- | ----------------- |
| Agüero 66', 90+1' | Rapport | Drogba 82', 88' · |

| Vicente Calderón, Madrid Tilskuere: 36.284 Dommer: Björn Kuipers (Holland) |

| 25. november 2009 20:45 |

| Porto | 0–1     | Chelsea      |
| ----- | ------- | ------------ |
|       | Rapport | Anelka 69' · |

| Estádio do Dragão, Porto Tilskuere: 38.410 Dommer: Jonas Eriksson (Sverige) |

| 25. november 2009 20:45 |

| APOEL            | 1–1     | Atlético Madrid |
| ---------------- | ------- | --------------- |
| Mirosavljević 5' | Rapport | Simão 62' ·     |

| GSP Stadium, Nicosia Tilskuere: 21.178 Dommer: Frank De Bleeckere (Belgien) |

| 8. december 2009 20:45 |

| Chelsea                 | 2–2     | APOEL                             |
| ----------------------- | ------- | --------------------------------- |
| Essien 19' · Drogba 26' | Rapport | Żewłakow 6' · Mirosavljević 87' · |

| Stamford Bridge, London Tilskuere: 40.917 Dommer: Matteo Trefoloni (Italien) |

| 8. december 2009 20:45 |

| Atlético Madrid | 0–3     | Porto                              |
| --------------- | ------- | ---------------------------------- |
|                 | Rapport | Alves 2' · Falcao 14' · Hulk 76' · |

| Vicente Calderón, Madrid Tilskuere: 24.603 Dommer: Stéphane Lannoy (Frankrig) |

## Gruppe E
| Pos | Hold       | K | V | U | T | Mf | Mi | +/- | P  |
| --- | ---------- | - | - | - | - | -- | -- | --- | -- |
| 1   | Fiorentina | 6 | 5 | 0 | 1 | 14 | 7  | +7  | 15 |
| 2   | Lyon       | 6 | 4 | 1 | 1 | 12 | 3  | +9  | 13 |
| 3   | Liverpool  | 6 | 2 | 1 | 3 | 5  | 7  | -2  | 7  |
| 4   | Debrecen   | 6 | 0 | 0 | 6 | 5  | 19 | -14 | 0  |

|                | DEB | FIO | LFC | OLY |
| -------------- | --- | --- | --- | --- |
| Debrecen       | –   | 3-4 | 0–1 | 0–4 |
| Fiorentina     | 5–2 | –   | 2–0 | 1–0 |
| Liverpool      | 1–0 | 1–2 | –   | 1–2 |
| Olympique Lyon | 4-0 | 1-0 | 1-1 | –   |

| 16. september 2009 20:45 |

| Liverpool  | 1–0     | Debrecen |
| ---------- | ------- | -------- |
| Kuyt 45+1' | Rapport |          |

| Anfield, Liverpool Tilskuere: 41.591 Dommer: Pedro Proença (Portugal) |

| 16. september 2009 20:45 |

| Lyon       | 1–0     | Fiorentina |
| ---------- | ------- | ---------- |
| Pjanić 76' | Rapport |            |

| Stade de Gerland, Lyon Tilskuere: 37.169 Dommer: Pieter Vink (Holland) |

| 29. september 2009 20:45 |

| Fiorentina       | 2–0     | Liverpool |
| ---------------- | ------- | --------- |
| Jovetić 28', 37' | Rapport |           |

| Stadio Artemio Franchi, Florence Tilskuere: 33.426 Dommer: Felix Brych (Tyskland) |

| 29. september 2009 20:45 |

| Debrecen | 0–4     | Lyon                                                |
| -------- | ------- | --------------------------------------------------- |
|          | Rapport | Källström 3' · Pjanić 13' · Govou 24' · Gomis 51' · |

| Ferenc Puskás Stadium, Budapest3 Tilskuere: 41.600 Dommer: Tom Henning Øvrebø (Norge) |

| 20. oktober 2009 20:45 |

| Debrecen                                    | 3–4     | Fiorentina                                   |
| ------------------------------------------- | ------- | -------------------------------------------- |
| Czvitkovics 2' · Rudolf 28' · Coulibaly 88' | Rapport | Mutu 6', 20' · Gilardino 10' · Santana 37' · |

| Ferenc Puskás Stadium, Budapest3 Tilskuere: 41.500 Dommer: Craig Thomson (Skotland) |

| 20. oktober 2009 20:45 |

| Liverpool    | 1–2     | Lyon                           |
| ------------ | ------- | ------------------------------ |
| Benayoun 41' | Rapport | Gonalons 72' · Delgado 90+1' · |

| Anfield, Liverpool Tilskuere: 41.562 Dommer: Alberto Undiano Mallenco (Spanien) |

| 4. november 2009 20:45 |

| Fiorentina                                                               | 5–2     | Debrecen                     |
| ------------------------------------------------------------------------ | ------- | ---------------------------- |
| Mutu 14' · Dainelli 52' · Montolivo 59' · Marchionni 61' · Gilardino 74' | Rapport | Rudolf 38' · Coulibaly 70' · |

| Stadio Artemio Franchi, Florence Tilskuere: 19.676 Dommer: Manuel Mejuto González (Spanien) |

| 4. november 2009 20:45 |

| Lyon         | 1–1     | Liverpool   |
| ------------ | ------- | ----------- |
| Lisandro 90' | Rapport | Babel 83' · |

| Stade de Gerland, Lyon Tilskuere: 39.180 Dommer: Frank De Bleeckere (Belgien) |

| 24. november 2009 20:45 |

| Debrecen | 0–1     | Liverpool  |
| -------- | ------- | ---------- |
|          | Rapport | N'Gog 4' · |

| Ferenc Puskás Stadium, Budapest3 Tilskuere: 41.500 Dommer: Björn Kuipers (Holland) |

| 24. november 2009 20:45 |

| Fiorentina        | 1–0     | Lyon |
| ----------------- | ------- | ---- |
| Vargas 28' (str.) | Rapport |      |

| Stadio Artemio Franchi, Florence Tilskuere: 34.301 Dommer: Olegário Benquerença (Portugal) |

| 9. december 2009 20:45 |

| Liverpool    | 1–2     | Fiorentina                        |
| ------------ | ------- | --------------------------------- |
| Benayoun 43' | Rapport | Jørgensen 63' · Gilardino 90+2' · |

| Anfield, Liverpool Tilskuere: 40.863 Dommer: Damir Skomina (Slovenien) |

| 9. december 2009 20:45 |

| Lyon                                               | 4–0     | Debrecen |
| -------------------------------------------------- | ------- | -------- |
| Gomis 25' · Bastos 45' · Pjanić 59' · Cissokho 76' | Rapport |          |

| Stade de Gerland, Lyon Tilskuere: 36.884 Dommer: Florian Meyer (Tyskland) |

Notes
- Note 3: Debrecen spillede deres hjemmekampe på Ferenc Puskás Stadium i Budapest i stedet for på deres normale stadion, Stadion Oláh Gábor Út, fordi stadionet ikke opfyldte UEFA’s kriterier.

## Gruppe F
| Pos | Hold         | K | V | U | T | Mf | Mi | +/- | P  |
| --- | ------------ | - | - | - | - | -- | -- | --- | -- |
| 1   | FC Barcelona | 6 | 3 | 2 | 1 | 7  | 3  | +4  | 11 |
| 2   | Inter        | 6 | 2 | 3 | 1 | 7  | 6  | +1  | 9  |
| 3   | Rubin Kazan  | 6 | 1 | 3 | 2 | 4  | 7  | -3  | 6  |
| 4   | Dynamo Kijev | 6 | 1 | 2 | 3 | 7  | 9  | -2  | 5  |

|                | DYN | FCB | INT | RUB |
| -------------- | --- | --- | --- | --- |
| Dynamo Kyiv    | –   | 1-2 | 1–2 | 3–1 |
| FC Barcelona   | 2–0 | –   | 2–0 | 1–2 |
| Internazionale | 2–2 | 0–0 | –   | 2–0 |
| Rubin Kazan    | 0-0 | 0-0 | 1-1 | –   |

| 16. september 2009 20:45 |

| Internazionale | 0–0     | Barcelona |
| -------------- | ------- | --------- |
|                | Rapport |           |

| San Siro, Milano Tilskuere: 77.321 Dommer: Wolfgang Stark (Tyskland) |

| 16. september 2009 20:45 |

| Dynamo Kyiv                          | 3–1     | Rubin Kazan     |
| ------------------------------------ | ------- | --------------- |
| Yussuf 71' · Magrão 79' · Husyev 85' | Rapport | Domínguez 25' · |

| Valeriy Lobanovskyi Dynamo Stadium, Kyiv Tilskuere: 15.000 Dommer: Alain Hamer (Luxembourg) |

| 29. september 2009 18:30 |

| Rubin Kazan   | 1–1     | Internazionale  |
| ------------- | ------- | --------------- |
| Domínguez 11' | Rapport | Stanković 27' · |

| Central Stadium, Kazan Tilskuere: 23.670 Dommer: Terje Hauge (Norge) |

| 29. september 2009 20:45 |

| Barcelona             | 2–0     | Dynamo Kyiv |
| --------------------- | ------- | ----------- |
| Messi 26' · Pedro 76' | Rapport |             |

| Camp Nou, Barcelona Tilskuere: 68.221 Dommer: Björn Kuipers (Holland) |

| 20. oktober 2009 20:45 |

| Barcelona       | 1–2     | Rubin Kazan                    |
| --------------- | ------- | ------------------------------ |
| Ibrahimović 48' | Rapport | Ryazantsev 2' · Gökdeniz 73' · |

| Camp Nou, Barcelona Tilskuere: 55.930 Dommer: Laurent Duhamel (Frankrig) |

| 20. oktober 2009 20:45 |

| Internazionale             | 2–2     | Dynamo Kyiv                     |
| -------------------------- | ------- | ------------------------------- |
| Stanković 35' · Samuel 47' | Rapport | Mykhalyk 5' · Lúcio 40' (sm.) · |

| San Siro, Milano Tilskuere: 34.721 Dommer: Martin Atkinson (England) |

| 4. november 2009 18:30 |

| Rubin Kazan | 0–0     | Barcelona |
| ----------- | ------- | --------- |
|             | Rapport |           |

| Central Stadium, Kazan Tilskuere: 24.600 Dommer: Konrad Plautz (Østrig) |

| 4. november 2009 20:45 |

| Dynamo Kyiv    | 1–2     | Internazionale              |
| -------------- | ------- | --------------------------- |
| Shevchenko 21' | Rapport | Milito 86' · Sneijder 89' · |

| Valeriy Lobanovskyi Dynamo Stadium, Kyiv Tilskuere: 15.900 Dommer: Bertrand Layec (Frankrig) |

| 24. november 2009 18:30 |

| Rubin Kazan | 0–0     | Dynamo Kyiv |
| ----------- | ------- | ----------- |
|             | Rapport |             |

| Central Stadium, Kazan Tilskuere: 23.185 Dommer: Felix Brych (Tyskland) |

| 24. november 2009 20:45 |

| Barcelona             | 2–0     | Internazionale |
| --------------------- | ------- | -------------- |
| Piqué 10' · Pedro 26' | Rapport |                |

| Camp Nou, Barcelona Tilskuere: 93.524 Dommer: Massimo Busacca (Schweiz) |

| 9. december 2009 20:45 |

| Internazionale            | 2–0     | Rubin Kazan |
| ------------------------- | ------- | ----------- |
| Eto'o 31' · Balotelli 64' | Rapport |             |

| San Siro, Milano Tilskuere: 49.539 Dommer: Pieter Vink (Holland) |

| 9. december 2009 20:45 |

| Dynamo Kyiv  | 1–2     | Barcelona              |
| ------------ | ------- | ---------------------- |
| Milevskiy 2' | Rapport | Xavi 33' · Messi 86' · |

| Valeriy Lobanovskyi Dynamo Stadium, Kyiv Tilskuere: 16.300 Dommer: Howard Webb (England) |

## Gruppe G
| Pos | Hold      | K | V | U | T | Mf | Mi | +/- | P  |
| --- | --------- | - | - | - | - | -- | -- | --- | -- |
| 1   | Sevilla   | 6 | 4 | 1 | 1 | 11 | 4  | +7  | 13 |
| 2   | Stuttgart | 6 | 2 | 3 | 1 | 9  | 7  | +2  | 9  |
| 3   | Urziceni  | 6 | 2 | 2 | 2 | 8  | 8  | 0   | 8  |
| 4   | Rangers   | 6 | 0 | 2 | 4 | 4  | 13 | -9  | 2  |

|                 | RAN | SEV | STU | URZ |
| --------------- | --- | --- | --- | --- |
| Glasgow Rangers | –   | 1-4 | 0–2 | 1–4 |
| Sevilla FC      | 1-0 | –   | 1–1 | 2–0 |
| VfB Stuttgart   | 1–1 | 1–3 | –   | 3–0 |
| Unirea Urziceni | 1-1 | 1-0 | 1-1 | –   |

| 16. september 2009 20:45 |

| Stuttgart      | 1–1     | Rangers         |
| -------------- | ------- | --------------- |
| Pogrebnyak 18' | Rapport | Bougherra 77' · |

| Mercedes-Benz Arena, Stuttgart Tilskuere: 39.000 Dommer: Massimo Busacca (Schweiz) |

| 16. september 2009 20:45 |

| Sevilla                         | 2–0     | Unirea Urziceni |
| ------------------------------- | ------- | --------------- |
| Luís Fabiano 45+1' · Renato 70' | Rapport |                 |

| Ramón Sánchez Pizjuán, Sevilla Tilskuere: 37.500 Dommer: Matteo Trefoloni (Italien) |

| 29. september 2009 20:45 |

| Unirea Urziceni | 1–1     | Stuttgart  |
| --------------- | ------- | ---------- |
| Varga 48'       | Rapport | Tasci 5' · |

| Stadionul Steaua, Bucharest4 Tilskuere: 13.557 Dommer: Laurent Duhamel (Frankrig) |

| 29. september 2009 20:45 |

| Rangers  | 1–4     | Sevilla                                                    |
| -------- | ------- | ---------------------------------------------------------- |
| Novo 88' | Rapport | Konko 50' · Adriano 64' · Luís Fabiano 72' · Kanouté 74' · |

| Ibrox Stadium, Glasgow Tilskuere: 40.572 Dommer: Jonas Eriksson (Sverige) |

| 20. oktober 2009 20:45 |

| Rangers         | 1–4     | Unirea Urziceni                                                        |
| --------------- | ------- | ---------------------------------------------------------------------- |
| Vilana 2' (sm.) | Rapport | Bilaşco 32' · Lafferty 49' (sm.) · McCulloch 59' (sm.) · Brandán 65' · |

| Ibrox Stadium, Glasgow Tilskuere: 39.476 Dommer: Eric Braamhaar (Holland) |

| 20. oktober 2009 20:45 |

| Stuttgart | 1–3     | Sevilla                          |
| --------- | ------- | -------------------------------- |
| Élson 74' | Rapport | Squillaci 23', 72' · Navas 55' · |

| Mercedes-Benz Arena, Stuttgart Tilskuere: 37.000 Dommer: Pieter Vink (Holland) |

| 4. november 2009 20:45 |

| Unirea Urziceni | 1–1     | Rangers         |
| --------------- | ------- | --------------- |
| Onofraş 88'     | Rapport | McCulloch 79' · |

| Stadionul Steaua, Bucharest4 Tilskuere: 9.923 Dommer: Claus Bo Larsen (Danmark) |

| 4. november 2009 20:45 |

| Sevilla   | 1–1     | Stuttgart        |
| --------- | ------- | ---------------- |
| Navas 14' | Rapport | Kuzmanović 79' · |

| Ramón Sánchez Pizjuán, Sevilla Tilskuere: 32.669 Dommer: Martin Atkinson (England) |

| 24. november 2009 20:45 |

| Rangers | 0–2     | Stuttgart                   |
| ------- | ------- | --------------------------- |
|         | Rapport | Rudy 16' · Kuzmanović 59' · |

| Ibrox Stadium, Glasgow Tilskuere: 41.468 Dommer: Roberto Rosetti (Italien) |

| 24. november 2009 20:45 |

| Unirea Urziceni        | 1–0     | Sevilla |
| ---------------------- | ------- | ------- |
| Dragutinović 45' (sm.) | Rapport |         |

| Stadionul Steaua, Bucharest4 Tilskuere: 10.007 Dommer: Tom Henning Øvrebø (Norge) |

| 9. december 2009 20:45 |

| Stuttgart                              | 3–1     | Unirea Urziceni |
| -------------------------------------- | ------- | --------------- |
| Marica 5' · Träsch 8' · Pogrebnyak 11' | Rapport | Semedo 46' ·    |

| Mercedes-Benz Arena, Stuttgart Tilskuere: 37.000 Dommer: Viktor Kassai (Ungarn) |

| 9. december 2009 20:45 |

| Sevilla           | 1–0     | Rangers |
| ----------------- | ------- | ------- |
| Kanouté 8' (str.) | Rapport |         |

| Ramón Sánchez Pizjuán, Sevilla Tilskuere: 31.560 Dommer: Bertrand Layec (Frankrig) |

Noter
- Note 4: Unirea Urziceni spillede deres hjemmekampe på Stadionul Steaua i Bukarest i stedet for på deres normale, Stadionul Tineretului, fordi stadionet ikke opfyldte UEFA’s kriterier.

## Gruppe H
| Pos | Hold               | K | V | U | T | Mf | Mi | +/- | P  |
| --- | ------------------ | - | - | - | - | -- | -- | --- | -- |
| 1   | Arsenal            | 6 | 4 | 1 | 1 | 12 | 5  | +7  | 13 |
| 2   | Olympiakos Pireaus | 6 | 3 | 1 | 2 | 4  | 5  | -1  | 10 |
| 3   | Standard           | 6 | 1 | 2 | 3 | 7  | 9  | -2  | 5  |
| 4   | AZ                 | 6 | 0 | 4 | 2 | 4  | 8  | -4  | 4  |

|                | ARS | AZ  | PIR | STA |
| -------------- | --- | --- | --- | --- |
| Arsenal        | –   | 4-1 | 1–0 | 2–0 |
| AZ             | 1-1 | –   | 0–0 | 1–1 |
| Olym. Pireaus  | 1–0 | 1–0 | –   | 2–1 |
| Standard Liège | 2-3 | 2-0 | 1-1 | –   |

| 16. september 2009 20:45 |

| Olympiakos    | 1–0     | AZ |
| ------------- | ------- | -- |
| Torosidis 79' | Rapport |    |

| Karaiskakis Stadium, Athen Tilskuere: 29.018 Dommer: Viktor Kassai (Ungarn) |

| 16. september 2009 20:45 |

| Standard Liège                   | 2–3     | Arsenal                                      |
| -------------------------------- | ------- | -------------------------------------------- |
| Mangala 3' · Jovanović 5' (str.) | Rapport | Bendtner 45' · Vermaelen 77' · Eduardo 81' · |

| Stade Maurice Dufrasne, Liège Tilskuere: 23.022 Dommer: Eduardo Iturralde González (Spanien) |

| 29. september 2009 20:45 |

| Arsenal                       | 2–0     | Olympiakos |
| ----------------------------- | ------- | ---------- |
| van Persie 78' · Arshavin 86' | Rapport |            |

| Emirates Stadium, London Tilskuere: 59.884 Dommer: Stéphane Lannoy (Frankrig) |

| 29. september 2009 20:45 |

| AZ              | 1–1     | Standard Liège |
| --------------- | ------- | -------------- |
| El Hamdaoui 48' | Rapport | Traoré 90+1' · |

| DSB Stadion, Alkmaar Tilskuere: 16.373 Dommer: Wolfgang Stark (Tyskland) |

| 20. oktober 2009 20:45 |

| AZ                    | 1–1     | Arsenal        |
| --------------------- | ------- | -------------- |
| Mendes da Silva 90+3' | Rapport | Fàbregas 36' · |

| DSB Stadion, Alkmaar Tilskuere: 16.666 Dommer: Martin Hansson (Sverige) |

| 20. oktober 2009 20:45 |

| Olympiakos                      | 2–1     | Standard Liège   |
| ------------------------------- | ------- | ---------------- |
| Mitroglou 43' · Stoltidis 90+3' | Rapport | De Camargo 37' · |

| Karaiskakis Stadium, Athen Tilskuere: 29.889 Dommer: Pedro Proença (Portugal) |

| 4. november 2009 20:45 |

| Arsenal                                   | 4–1     | AZ         |
| ----------------------------------------- | ------- | ---------- |
| Fàbregas 25', 52' · Nasri 43' · Diaby 72' | Rapport | Lens 82' · |

| Emirates Stadium, London Tilskuere: 59.345 Dommer: Alain Hamer (Luxembourg) |

| 4. november 2009 20:45 |

| Standard Liège              | 2–0     | Olympiakos |
| --------------------------- | ------- | ---------- |
| Mbokani 31' · Jovanović 88' | Rapport |            |

| Stade Maurice Dufrasne, Liège Tilskuere: 24.787 Dommer: Nicola Rizzoli (Italien) |

| 24. november 2009 20:45 |

| AZ | 0–0     | Olympiakos |
| -- | ------- | ---------- |
|    | Rapport |            |

| DSB Stadion, Alkmaar Tilskuere: 16.213 Dommer: Alberto Undiano Mallenco (Spanien) |

| 24. november 2009 20:45 |

| Arsenal                    | 2–0     | Standard Liège |
| -------------------------- | ------- | -------------- |
| Nasri 35' · Denílson 45+2' | Rapport |                |

| Emirates Stadium, London Tilskuere: 59.941 Dommer: Konrad Plautz (Østrig) |

| 9. december 2009 20:45 |

| Olympiakos   | 1–0     | Arsenal |
| ------------ | ------- | ------- |
| Leonardo 47' | Rapport |         |

| Karaiskakis Stadium, Athen Tilskuere: 30.277 Dommer: Lucílio Batista (Portugal) |

| 9. december 2009 20:45 |

| Standard Liège | 1–1     | AZ         |
| -------------- | ------- | ---------- |
| Bolat 90+5'    | Rapport | Lens 42' · |

| Stade Maurice Dufrasne, Liège Tilskuere: 24.359 Dommer: Martin Atkinson (England) |